# Давид Авідан
Давид Авідан (21 лютого 1934 — 11 травня 1995) — ізраїльський поет, письменник, художник, перекладач, сценарист і кінорежисер.
Головне визнання Авідан здобув як поет у 50-ті і 60-ті роки 20 століття. Ізраїльські критики вважають його одним з трьох найякравіших представників поезії «Покоління країни» («דור המדינה») поруч з Єгудою Аміхаєм та Натаном Захом.

## Біографія
Давид Авідан народився 1934 року в Тель-авіві під ім'ям Давид Моріц. Після народження його молодшого брата Надіва, (майбутнього автора логічних головоломок і кросвордів Надіва Авідана), їх батько Болек (Давид) Моріц змінив прізвище сім'ї на акронім Авідан (אבי — Аві, דוד — «д» — Давид і נדב — «н» — Надав). Батьки матері Авідана, Фаньї Нейкруґ, загинули під час Голокосту. Навчався в гімназії «Шальва» в Тель-авіві. Ще в юності вирізнявся письменницьким талантом і був відомим в поетичному середовищі Тель-авіва.
На початку 50-их років був членом «Союзу комуністичної молоді Ізраїлю», його перші вірші були надруковані в газеті комуністичної партії Ізраїлю «Голос народу», де заступником літературного редактора працював друг Авідана, письменник і літературознавець Ґавріель Мокед. Крім іншого, опублікував низку віршів про Страйк моряків 1951 року, але швидко порвав з стилем письма «про цінності» і почав писати про смерть, футуризм і секс.
Перша збірка поезії «Крани з відрізаними губами», вийшла 1954 року під час навчання Авідана в Єврейському університеті. Збірка викликала великий резонанс через новаторський стиль, але і негативну критику, зокрема, літературний критик Ісраель Змора писав: «Тут повністю відсутній зміст, в кожному рядку зокрема, в кожній строфі, в кожному вірші. Бо якшо це початок (віршу), то це початок, який є й кінцем, якщо тільки людина не змінить в ньому радикально свій мотив і потугу».
Авідан продовжує публікувати збірки поезії «Особисті проблеми» (1957), «Проміжний підсумок» (1960), «Вірші напруги» (1962), в яких намагається розширити кордони мови, створити нові слова (переважно завдяки словозлиттю) і надати нового значення існуючим. Паралельно починає працювати в нових мистецьких сферах як сценарист і режисер, перекладач п'єс, в пластичному мистецтві. В 1961 році переклав п'єсу Жана Ануя «Запрошення в палац» («L'invitation au chateau») для постановки в театрі «Камері», а також (разом з Даном Міроном) п'єсу Шона О'Кейсі «Казка на ніч» («Bedtime Story»). Наприкінці 1962 року видав платівку з поезіями у власному декламуванні під назвою «Давід Авідан представляє Давіда Авідана» у компанії «Ісрафон». До платівки також увійшли уривки написаної п'єси «Кінець світу — це кінець пори року».
В 1964 році у видавництві «Шокен» вийшла перша антологія творчості Авідана, «Щось для когось» — вибране з його перших чотирьох збірок, а також нові вірші.
У 1965 році вийшла книга «Давід Авідан представляє: абстрактний театр», до якої ввійшли дві п'єси: «Завтра ти мертвий, пане» і «Карамболь». В той період Авідан також пише статті до часопису Натана Елін-Мора «Етґар».
В 1968 році видає книгу «Неможливі вірші + особистий звіт про подорож ЛСД», збірку віршів, наскрізним мотивом якої є особистий звіт про вживання наркотика ЛСД. Презентація збірки відбулася на виставці в галереї «Масада» в Тель-авіві, де Авідан представив також власні ілюстрації та фотороботи. Також того року Авідан взяв участь у груповій виставці «10+ — за і проти» в колі «Групи 10+» Рафі Лаві в галерії «220» в Тель-авіві. Переклав п'єсу «Де, де ти, Джогані?» Вів'єн Велборен, прем'єра якої відбулася у «Відкритому театрі» («תיאטרון הפתוח»), незалежному театрі, що заснував режисер Галель Нееман.
З кінця 60-их років Авідан особливо цікавиться розвитком технологій і можливістю залучити їх у творчість. Він починає користуватись диктофоном, замість писати вірші на папері просто записує їх, починає продюсувати і знімати фільми. У квітні 1969 відбувся прем'єрний показ першого фільму «Можливо все», короткого експериментального фільму тривалістю 15 хвилин. В кінці 1970 року перед кінокритиками і студентами Авідан організовує декілька показів фільму «Секс», але Рада критики кінофільмів та п'єс (מועצה לביקורת סרטים ומחזות) забороняє подальші покази фільму, аргументуючи це «ударом по суспільній моралі та релігійним цінностям». Апеляція до Верховного Суду Ізраїлю з приводу відмови в прокаті фільму була відхилена.
Його книга «Мій електронний психіатр» (1974) нараховує вісім розмов Авідана з комп'ютерною програмою «Еліза» (ELIZA) розробника Джозефа Вейценбаума, пародійна симуляція на психотерапевта. На розвороті книги «Повідомлення з шпигунського супутника» (1978) зазначено: «Переважна більшість змісту цієї нової книги — це транскрибовані записи з ручного диктофона, який Авідан перетворив в останні чотири роки на засіб для творчості, який постійно поруч».
Авідан переклав кілька власних книг англійською, існують також переклади французькою, російською і арабською.
В 1991 році вийшла його остання поетична збірка, «Остання затока», написана під враженнями від війни в Перській затоці.
Особисте життя: З першою дружиною, журналісткою Брурією Авідан, познайомився 1958 року, менше ніж через чотири роки після весілля пара розійшлась. 1970 року одружився вдруге, на Лілі (Сіґаль) Авідан, коли їй було 22, а йому — 36. 1986 року познайомився з Ціпорен Лотан, матір'ю його єдиного сина (яка теж випустила декілька збірок поезії).
Давид Авідан помер у Тель-авіві 11 травня 1995 року у віці 61 року бідним, хворим і в боргах. Похований на цвинтарі Яркон в Ґуш-Дані, надгробною промовою поет Натан Зах декламував вірш покійного «Дитячий вірш», що починається рядком: «До мене смерть прийде у день народження». За рік до смерті, коли багатьом було відомо про погіршення душевного і фінансового стану та стану здоров'я Авідана після репортажу ізраїльського телебачення про умови його життя, поет розповів, що має борги на суму приблизно 100 тисяч шекелів. На його надгробку на цвинтарі Яркон вирізьблений короткий вірш «Адаміла» («אדמילה»). Назва віршу («אדם» — «людина» і «מילה» — «слово», з'єднані в «אדמילה») є однією з рис поезії Авідана — розширення кордонів мови, коли через злиття двох відомих слів з'являється нове складне слово.
В Авідана залишився єдиний син, Тар Авідан, від Ціпорен Лотан. У 2016 році, через 21 рік після смерті батька, Тар опублікував присвячений йому вірш.